# 34799 Mcdonaldboyer
34799 Mcdonaldboyer este o planetă minoră (asteroid) din centura de asteroizi. A fost descoperită pe 16 septembrie 2001 la Experimental Test Site⁠(d) de Lincoln Near-Earth Asteroid Research. 
Obiectul prezintă o orbită caracterizată de o semiaxă mare de 2,5253521 UAi, o excentricitate de 0,12, o înclinație de 5,06563 ° în raport cu ecliptica.